# U-Bahnhof Pagano
Der U-Bahnhof Pagano ist ein unterirdischer Bahnhof der U-Bahn Mailand. Er befindet sich im Westen der Stadt, unter der gleichnamigen Straße (Via Mario Pagano).
Der Bahnhof liegt auf der Linie M1, und aus ihm zweigen die zwei Westäste nach Rho Fiera und Bisceglie.

## Geschichte
Der Bahnhof Pagano gehört zum ersten Teilstück der Linie M1, das am 1. November 1964 in Betrieb genommen wurde.
Am 2. April 1966 wurde die Zweigstrecke Pagano–Gambara eröffnet.

## Lage
Wie jeder Bahnhof der Linie 1 hat der Bahnhof Pagano zwei Gleise mit Seitenbahnsteig. Über dem Gleisniveau befindet sich ein Zwischengeschoss mit Zutrittskontrolle. Die architektonische Ausstattung wurde wie bei allen Bahnhöfen der Linien M1 und M2 von den Architekten Franco Albini und Franca Helg und vom Grafiker Bob Noorda gestaltet.

## Anbindung
| Linie | Verlauf |
| ----- | --- |
|       | Sesto 1º Maggio FS – Sesto Rondò – Sesto Marelli – Villa San Giovanni – Precotto – Gorla – Turro – Rovereto – Pasteur – Loreto – Lima – Porta Venezia – Palestro – San Babila – Duomo – Cordusio – Cairoli – Cadorna FN – Conciliazione – Pagano – Buonarroti – Amendola – Lotto – QT8 – Lampugnano – Uruguay – Bonola – San Leonardo – Molino Dorino – Pero – Rho Fiera – Wagner – De Angeli – Gambara – Bande Nere – Primaticcio – Inganni – Bisceglie |